# День баррикад

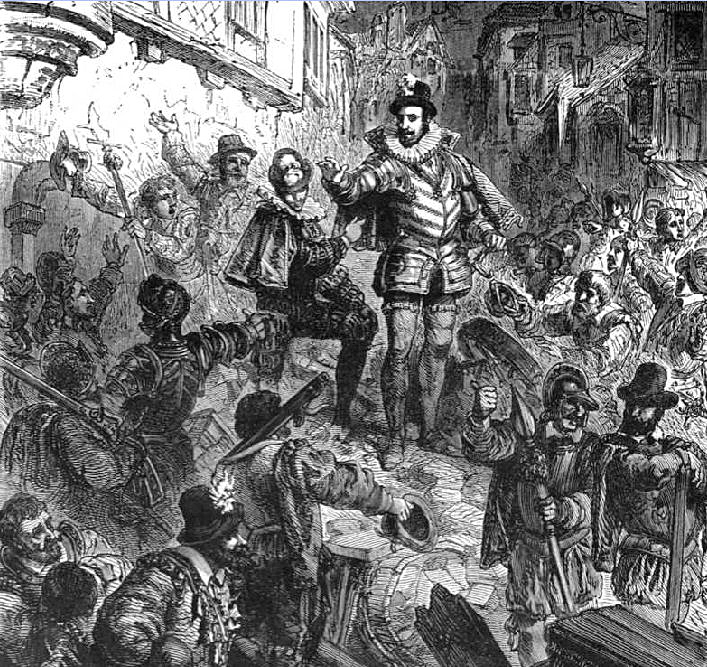
Генрих I де Гиз на улицах Парижа в День баррикад

День баррикад (фр. Journée des barricades) — события в Париже 12 мая 1588 года в рамках французских религиозных войн, представлявшие собой стихийное народное восстание католиков против умеренной, колеблющейся, выжидательной политики короля Генриха III. Фактически было инициировано парижским «Советом Шестнадцати», представлявшим шестнадцать кварталов Парижа и Генрихом де Гизом, главой Католической лиги, и было скоординировано с послом Испании Бернардино де Мендоса.

## Предпосылки
Несмотря на королевский интердикт, Генрих де Гиз вернулся в Париж после провала составленного им 24 апреля заговора, так как не мог бежать на глазах своих последователей. В ответ на это король, который находился в Лувре, собрал в столице несколько полков швейцарских гвардейцев, что нарушило привилегии города Парижа, запрещавшие расквартирование в городе иностранных войск. Были распространены слухи, что лидеры партии Гизов арестованы. Король приказал переписать всех приезжих Парижа, чтобы отделить силы герцога де Гиза и определить их расположение.

## Баррикады
Баррикады из телег, бревен и бочек (фр. barriques) стали блокировать доступ к важнейшим объектам города, начиная с Университетского квартала, где некий Крусе первым воздвиг подобные заграждения. Баррикады было легко соорудить из подручных материалов, с этого времени они стали характерной чертой французских революций. Основу восставших составили ополченцы, лояльные Гизам, в свою очередь, королевские войска стали концентрироваться в различных кварталах. Герцог де Гиз принял срочное сообщение от короля, готового обеспечить упорядоченный вывод иностранных войск: «согласившись, чтобы спасти королевские силы, при этом заявляя, что пытается спасти город, герцог де Гиз пытался сымитировать невинность и добродетель, в то время как на самом деле нанес смертельный удар по авторитету короля».

## Королевские силы
Королевские войска были переведены в Лувр, так как все ворота Парижа были закрыты, кроме Порт-Сент-Оноре. На следующий день, 13 мая 1588 года, король отказался от поездки в Сент-Шапель, опасаясь засады сторонников Гизов. Сообщения о готовящемся покушении заставили короля бежать в Шартр. К концу дня около шестидесяти солдат были убиты в результате вспышки насилия, Бастилия капитулировала, и герцог де Гиз стал хозяином Парижа. Горожане предложили ему корону, но он отказался.

## Последствия
Восстание не было так хорошо скоординировано с отбытием испанской Великой армады (28 мая), как на то рассчитывал испанский посол Мендоса, но при этом отвлекло внимание гугенотов Франции от помощи Англии. Католическое население Парижа питало подлинную ненависть к королю Генриху III по нескольким причинам. Во-первых, его свита и изысканный двор воспринимались как изнеженные и надменные. Во-вторых, католики с опаской ожидали соглашения короля с протестантами и предполагаемым наследником французского престола, Генрихом Наваррским. Наконец, парижане были встревожены присутствием войск в городе. Таким образом, эти эмоции были легко эксплуатировать в свою пользу.
Получив Париж в свои руки, Гиз вынудил короля подписать в Руане Édit d’union (Эдикт единства), одобренный парижским парламентом 21 июля. По его условиям, король обещал никогда не заключать перемирие или мир с «еретиками-гугенотами», запретить занятие публичных должностей любому, кто не примет публичную присягу как католик, и не передавать трон не-католику. Секретные положения продлили амнистию всем членам Католической лиги и предоставили ей новые замки. Две недели спустя герцог де Гиз был назначен генерал-лейтенантом королевства Тем не менее, 23 декабря того же года герцог де Гиз был убит в Блуа по приказу короля, не простившего ему унижения.